# AB6IX
AB6IX (에이비식스 Eibisikseu; limba[eɪbiːˈsɪks]) este o formație de băieți din Coreea de Sud înființată de Brand New Music în 2019. Are cinci membri: Lim Young-min, Jeon Woong, Kim Dong-hyun, Park Woo-jin și Lee Dae-hwi.
Au debutat pe 22 mai 2019 cu EP-ul B Complete.
„AB6IX” este prescurtarea sintagmelor „Absolute Six” sau „Above BrandNew Six”.

## Discografie

### Albume
- 6ixense (2019)

### EP-uri
- B Complete (2019)